# Neoconis gelesae
Neoconis gelesae is een insect uit de familie van de dwerggaasvliegen (Coniopterygidae), die tot de orde netvleugeligen (Neuroptera) behoort. 
De wetenschappelijke naam Neoconis gelesae is voor het eerst geldig gepubliceerd door Monserrat in 1981.